# Nectandra pearcei
Nectandra pearcei är en lagerväxtart som beskrevs av Carl Christian Mez. Nectandra pearcei ingår i släktet Nectandra och familjen lagerväxter. Inga underarter finns listade i Catalogue of Life.